# 川のぬし釣り
『川のぬし釣り』（かわのぬしつり）は、1990年8月10日に日本のパック・イン・ビデオから発売されたファミリーコンピュータ用RPG。
妹の病気を治すために「川のぬし」を釣り上げるのが目的。移動中に野生動物と戦闘になるなど、釣りゲームにRPGの要素を取り入れている。
1992年には、自然音・効果音や魚図鑑機能などの強化を施したリメイク版としてPCエンジンSUPER CD-ROM2用ソフト『川のぬし釣り 自然派』が発売され、2007年にWii用のバーチャルコンソールソフトとして配信された。

## 他機種版
| No. | タイトル            | 発売日         | 対応機種                | 開発元 | 発売元               | メディア                              | 型式      | 備考               |
| --- | ------------------- | -------------- | ----------------------- | ------ | -------------------- | ------------------------------------- | --------- | ------------------ |
| 1   | 川のぬし釣り 自然派 | 1992年3月27日  | PCエンジンSUPER CD-ROM2 | 遊遊   | パック・イン・ビデオ | CD-ROM                                | PVCD-2006 |                    |
| 2   | 川のぬし釣り 自然派 | 2007年11月27日 | Wii                     | 遊遊   | マーベラス           | ダウンロード （バーチャルコンソール） | -         | PCエンジン版の移植 |

## スタッフ
PCエンジン版
- プロデューサー、ディレクター：宮沢徹
- 企画、プログラム：有田和博
- タイトル、エンディング音楽：高橋五郎
- 自然音：スーパーナチュラルサウンズ、ビクター音楽産業「WAVE」「森」「STREAM」、金沢信一
- 効果音：東里聡、白根沢修

## 評価
ファミリーコンピュータ版
- ゲーム誌『ファミコン通信』の「クロスレビュー」では、7・7・7・6の合計27点（満40点）となっており[6][3]、レビュアーからは、敵キャラクターのグラフィックが可愛いと肯定的な意見が出されたが、「攻撃していて、『いじめちゃっていいのかな』っていう切ない気持ちになる」などとも指摘された[6]。

- ゲーム誌『ファミリーコンピュータMagazine』の読者投票による「ゲーム通信簿」での評価は以下の通りとなっており、18.88点（満30点）となっている[1]。同誌1991年5月10日号特別付録の「ファミコンロムカセット オールカタログ」では、本作を「魚釣りがテーマの異色RPG」と位置付けており、「妹の病気を治すために川に住むぬしを釣るという妙なRPG」と紹介されている[1]。

| 項目 | キャラクタ | 音楽 | 操作性 | 熱中度 | お買得度 | オリジナリティ | 総合  |
| 得点 | 3.18       | 2.83 | 2.98   | 3.24   | 3.03     | 3.62           | 18.88 |

PCエンジン版
- ゲーム誌『ファミコン通信』の「クロスレビュー」では、6・8・7・5の合計26点（満40点）[4]、『月刊PCエンジン』では80・75・85・75・80の平均79点（満100点）、『マル勝PCエンジン』では5・6・7・5の合計23点（満40点）、『PC Engine FAN』の読者投票による「ゲーム通信簿」での評価は以下の通り20.00点（満30点）となっている[5]。また、この得点はPCエンジン全ソフトの中で333位（485本中、1993年時点）となっている[5]。同雑誌1993年10月号特別付録の「PCエンジンオールカタログ'93」では、本作を「従来のRPGに魚釣りの要素をミックスした、新鮮な感覚のゲーム」と指摘しており、ファミリーコンピュータ版よりもグラフィックやサウンドがレベルアップしていると肯定的に評価されている[5]。

| 項目 | キャラクタ | 音楽 | 操作性 | 熱中度 | お買得度 | オリジナリティ | 総合  |
| 得点 | 3.64       | 3.55 | 3.00   | 3.09   | 3.23     | 3.50           | 20.00 |